# 臺灣通
臺灣通（簡稱臺灣智慧卡、臺灣通、臺智卡），為臺灣智慧卡公司發行，通用於臺灣除宜蘭縣、澎湖縣、連江縣外各地區的非接觸式交通電子票證系統智慧卡。屬於符合中華民國交通部《電子票證系統之多功能卡片規劃書》第二版之電子票證。
為了配合中華民國交通部《電子票證管理辦法》之規定，臺灣通卡（交通類電子票證）自2014年7月23日停止販售新卡。2015年1月1日，停止加值（通用、定期、認同、學生、敬老愛心卡除外）。2015年12月31日，停止多卡通扣款服務。2016年2月1日，停止使用。臺灣智慧卡公司在2016年12月解散。

## 歷史

### 前身
2007年3月1日前，原名為臺中e卡通，主要使用於台中、彰化、南投等公路客運，並且在此區域之統一超商各門市皆可儲值（特殊門市及臺鐵門市除外）。
2007年3月1日：臺灣通（桃竹苗）系統於2007年3月1日開始部分路段試辦。
2007年3月27日：臺灣通（桃竹苗）系統於2007年3月27日開始啟用，並開放桃竹苗地區之統一超商售卡門市加值。

### 沿革
- 2007年5月：臺灣智慧卡公司完成臺灣通與臺中e卡通的整合。臺中e卡通改為臺灣通中彰投版，可單向在桃園、新竹、苗栗使用。原臺中e卡通卡片仍可以繼續使用。

- 2008年6月：臺灣通（桃竹苗）與臺灣通（中彰投）雙向互通。[3]

- 2009年11月1日：豐榮客運及台西客運啟用臺灣通。

- 2009年12月1日：花蓮客運啟用臺灣通。

- 2010年3月26日：臺鐵瑞芳－基隆－新竹區間（暖暖站除外）啟用臺灣通。[4]
- 2010年7月1日：鼎東客運海線正式啟用臺灣通，並發行學生認同卡、通勤認同卡。[5]
- 2010年8月10日：金門交通卡開始更換臺灣通系統。
- 2010年8月13日：發行大日月潭悠遊智慧卡。
- 2010年9月1日：鼎東客運山線正式啟用臺灣通，並發行學生認同卡、通勤認同卡。[6]
- 2011年1月1日：嘉義客運BRT啟用臺灣通。
- 2011年1月1日：臺鐵使用臺灣通範圍增加臺南至中洲範圍（保安除外）。金門交通卡全面使用臺灣通系統。
- 2011年1月1日：和欣客運新闢之臺中市公車路線啟用臺灣通。
- 2011年1月16日：臺鐵使用臺灣通範圍增加長榮大學站及沙崙站。
- 2011年3月10日：嘉義客運全部路線啟用臺灣通。
- 2011年5月1日：臺西客運、日統客運全部一般公路客運路線啟用臺灣通。
- 2011年6月30日：臺鐵南科－沙崙區間啟用臺灣通（含保安站）。
- 2011年7月5日：臺鐵瑞芳－福隆區間（三貂嶺、牡丹站除外）啟用臺灣通。
- 2011年9月1日：興南客運正式啟用臺灣通。
- 2011年9月17日：和欣客運7510線（海科館－捷運南港站）啟用臺灣通。
- 2011年11月11日：臺鐵新竹－六家區間及竹東站、內灣站啟用臺灣通。
- 2011年12月1日：和欣客運7508線（中科管理局－高鐵台中站）以及7507線（僑光科技大學－高鐵台中站）啟用臺灣通。
- 2012年1月：桃園客運由於機器老舊，感應機機身都貼上「請感應２秒以上」的標籤。
- 2012年1月9日：福和客運啟用臺灣通。
- 2012年3月1日：國光客運1772（高雄－枋寮）、1773（鳳山國中－恆春及屏東－恆春）、1774（鳳山國中－枋寮及屏東－青山－枋寮）、1780（屏東－佳冬－枋寮）、1781（枋寮－恆春）、中南客運、屏東客運及新營客運啟用臺灣通。
- 2012年3月14日：三重客運9005（捷運市府站－桃園）啟用臺灣通。
- 2012年3月30日：臺鐵使用臺灣通範圍增加暖暖站。
- 2012年8月1日：9001（中壢－臺北市政府）啟用臺灣通。
- 2012年12月1日：高雄客運行駛之臺南市區公車啟用臺灣通。
- 2012年12月15日：高雄市輪船公司渡輪啟用臺灣通。
- 2012年12月20日：指南客運、中壢客運9009（臺北市政府－桃園）啟用臺灣通。
- 2013年1月14日：杉林溪育樂事業（溪阿客運）啟用臺灣通。
- 2013年4月1日：嘉義縣公共汽車管理處啟用臺灣通。
- 2013年5月30日：臺鐵擴大臺灣通之使用範圍，北部向南延伸至苗栗等六站，南部向北延伸至後壁等7站。
- 2013年8月底：臺南市境內之全家便利商店開放臺灣通之加值服務。[7]
- 2013年9月30日：臺鐵電子票證（含臺灣通與其他三卡）使用範圍再次新增，南部新增林內至南靖及大湖至屏東路段；北部新增（宜蘭線）三貂嶺、牡丹站、（內灣線）上員、榮華、橫山、九讚頭、合興、富貴站、平溪線全線，此階段起苗栗至福隆間各站均可使用電子票證。
- 2013年11月1日：桃園市指定計程車啟用臺灣通。
- 2014年1月9日：深澳線啟用臺灣通。
- 2014年1月10日：臺鐵南部開放路段新增仁德站。
- 2014年4月15日：臺南客服中心結束營運。
- 2014年5月12日：臺灣通線上查詢系統開放使用。
- 2014年7月23日起，停止「臺灣通」卡作為單一交通卡用途的新卡發售。
- 2014年10月15日：花蓮客服中心結束營運。
- 2015年1月1日起，停止「臺灣通」卡作為單一交通卡用途的加值作業（學生卡、敬老愛心卡、定期卡、客運認同卡除外）。
- 2015年1月6日：汎航通運啟用臺灣通。
- 2015年4月1日：台北市府轉運站服務櫃台暫停營運。
- 2015年4月15日：臺中客運6187、6188啟用臺灣通。
- 2015年5月11日：臺西客運國道路線及臺中客運9015啟用臺灣通。
- 2015年6月30日：臺鐵加入中部地區和宜蘭線，西部幹線與宜蘭線全面貫通，可一路使用於屏東-臺中-臺北-蘇澳間。
- 2015年9月10日：臺東客服中心結束營運。
- 2015年9月15日：三重客運、新竹客運聯營9003啟用。
- 2015年10月15日：臺鐵屏東－潮州間開放使用。
- 2016年1月1日，停止「臺灣通」卡作為單一交通卡用途的多卡通扣款服務。
- 2016年1月1日，臺鐵停止「臺灣通」各類票卡扣款服務。
- 2016年1月20日，臺中市公共自行車、彰化縣公共自行車 停止 「臺灣通」各類票卡租借服務。
- 2016年2月1日，與台中市、新竹縣市、苗栗縣政府合作發行之「敬老愛心卡」，停止合作關係，停止使用。
- 2016年3月1日，與桃園市政府合作發行之「敬老愛心卡」，停止合作關係，停止使用。
- 2016年12月14日，「台灣智慧卡」公司已經進入清算與解散程序，自106年(2017年)卡片全面停用[8]。

## 使用技術
臺灣通的卡片為使用RFID晶片技術的非接觸式智慧卡。支援里程計費與段次計費之收費模式，並具有圖書館借閱及門禁管制與上下班打卡等RFID加值應用。

## 卡片種類

### 普通版臺灣通
普通版臺灣通包含以下數種，卡片皆為賣斷制（臺中e卡通及臺中旅遊一日卡為租用制除外）。
- 一般票種（多卡通後全國通用）

| 種類   | 記名 | 使用條件                                                                      | 首次購買價格 | 初始可用金額 | 備註                                  |
| ------ | ---- | ----------------------------------------------------------------------------- | ------------ | ------------ | ------------------------------------- |
| 普通卡 | 否   | 任何人皆可                                                                    | 卡片費NT$100 | NT$0         | ▲全票扣款                             |
| 兒童卡 | 否   | 未滿12歲或身高115cm至145cm之兒童                                              | 卡片費NT$100 | NT$0         | ▲半票扣款                             |
| 愛心卡 | 否   | ⒈年滿65歲且未申請設籍地「臺灣通敬老愛心卡」之長者或身心障礙者 ⒉身心障礙陪伴者 | 卡片費NT$100 | NT$0         | ▲半票扣款 ▲具身心證明者須出示證件購買 |

- 區域票種：客運優惠卡

| 種類                         | 記名 | 使用條件 | 首次購買價格                                       | 初始可用金額                      | 備註 |
| ---------------------------- | ---- | --- | -------------------------------------------------- | --------------------------------- | --- |
| 定期卡                       | 否   | 任何人皆可 在臺中市、彰化縣、南投縣客運業者場站、售票服務窗口或萊爾富便利商店（火車站內等特定地點門市除外）購卡 | NT$100 （卡片費NT$100）                            | 優惠點數錢包0點 現金錢包NT$0元    | ▲點數錢包限用於中彰投雲嘉區客運之路線，優惠最低購點金額為新台幣900元購1000點（9折購點） ▲現金錢包使用範圍同一般票種 ▲全票扣點（款） ▲點數使用期限自加值日起60日，逾期可至服務處展延 ▲中彰投區才有推出 |
| 桃園客運、中壢客運聯營認同卡 | 否   | 任何人皆可 向桃園客運或中壢客運購卡                                                                             | NT$300 （卡片費NT$100）                            | 優惠點數錢包211點 現金錢包NT$0元  | ▲優惠點數錢包限用於桃園客運、中壢客運之路線，首購後之優惠最低購點金額為新台幣475元購500點（95折購點） ▲現金錢包使用範圍同一般票種 ▲全票扣點（款） ▲桃園市才有推出                                     |
| 桃園客運、中壢客運學生認同卡 | 是   | 持有證件之學生 （使用時須出示證明） 向桃園客運或中壢客運購卡                                                    | NT$475 （卡片費NT$100）                            | 優惠點數錢包500點 現金錢包NT$0元  | ▲優惠點數錢包限用於桃園客運、中壢客運，首購後之優惠最低購點金額為新台幣375元購500點（75折購點） ▲現金錢包使用範圍同一般票種 ▲全票扣點（款） ▲可辦理掛失                                               |
| 舊版通用學生卡               | 是   | 持有證件之學生 （使用時須出示證明） 向指定學校及客運業者場站申請                                                | NT$1100 （卡片費NT$100）                           | 優惠點數錢包1000點 現金錢包NT$0元 | ▲優惠點數錢包限用於彰化客運、南投客運、員林客運路線及總達客運水里－臺中，首購後之優惠最低購點金額為新台幣1000元購1000點（原價購點） ▲現金錢包使用範圍同一般票種 ▲75折扣點（全票扣款） ▲可辦理掛失       |
| 新版通用學生卡               | 是   | 持有證件之學生 （使用時須出示證明） 向指定學校及客運業者場站申請                                                | 卡片費NT$150                                       | 現金錢包NT$0元                    | ▲現金錢包使用範圍同一般票種 ▲興南場站以500元為單位加值 其餘臺灣本島加值處以100元為單位加值 ▲興南自營路線、豐榮客運、南投客運85折扣款，彰化客運、員林客運75折扣款 ▲可辦理掛失                          |
| 新竹客運、苗栗客運學生認同卡 | 是   | 持有證件之學生 （使用時須出示證明） 向新竹客運、苗栗客運購卡                                                    | NT$500 （卡片費團體辦理優惠NT$75，個人辦理NT$100） | 優惠點數錢包565點 現金錢包NT$0元  | ▲優惠點數錢包限用於新竹客運（國道線除外）、苗栗客運，首購後之優惠最低購點金額為新台幣375元購500點（75折購點） ▲現金錢包使用範圍同一般票種 ▲全票扣點（款） ▲可辦理掛失                                 |
| 新竹客運、苗栗客運通勤認同卡 | 否   | 任何人皆可 向新竹客運或苗栗客運購卡                                                                             | NT$550 （卡片費NT$100）                            | 優惠點數錢包500點 現金錢包NT$0元  | ▲優惠點數錢包限用於新竹客運（國道線除外）、苗栗客運，首購後之優惠最低購點金額為新台幣450元購500點（9折購點） ▲現金錢包使用範圍同一般票種 ▲全票扣點（款）                                              |
| 花蓮客運學生卡               | 是   | 持有證件之學生 （使用時須出示證明） 向花蓮客運購卡                                                              | NT$850 （卡片費NT$100）                            | 優惠點數錢包1000點 現金錢包NT$0元 | ▲優惠點數錢包只可用於花蓮客運，首購後之優惠最低購點金額為新台幣750購1000點（75折購點） ▲現金錢包使用範圍同一般票種 ▲全票扣點（款） ▲可辦理掛失                                                        |
| 巨業e路通                    | 否   | 任何人皆可 向巨業客運購卡                                                                                       | NT$200 （卡片費NT$100）                            | 現金錢包NT$100元                  | ▲現金錢包使用範圍同一般票種 ▲巨業自營路線95折扣款（至100年底） |
| 鼎東客運海線學生認同卡       | 是   | 持有證件之學生 （使用時須出示證明） 向鼎東客運海線購卡                                                          | NT$700 （卡片費NT$100）                            | 優惠點數錢包800點 現金錢包NT$0元  | ▲優惠點數錢包限用於鼎東客運海線，首購後之優惠最低購點金額為新台幣600元購800點（75折購點） ▲現金錢包使用範圍同一般票種，2014年1月1日起改由現金錢包予以折扣 ▲全票扣點（款） ▲可辦理掛失                 |
| 鼎東客運海線通勤認同卡       | 否   | 任何人皆可 向鼎東客運海線購卡                                                                                   | NT$1000 （卡片費NT$100）                           | 優惠點數錢包1000點 現金錢包NT$0元 | ▲優惠點數錢包限用於鼎東客運海線，首購後之優惠最低購點金額為新台幣900元購1000點（9折購點） ▲現金錢包使用範圍同一般票種 ▲全票扣點（款）                                                                 |
| 鼎東客運山線學生認同卡       | 是   | 持有證件之學生 （使用時須出示證明） 向鼎東客運山線購卡                                                          | NT$700 （卡片費NT$100）                            | 優惠點數錢包800點 現金錢包NT$0元  | ▲優惠點數錢包限用於鼎東客運山線，首購後之優惠最低購點金額為新台幣600元購800點（75折購點） ▲現金錢包使用範圍同一般票種 ▲全票扣點（款） ▲可辦理掛失                                                     |
| 鼎東客運山線通勤認同卡       | 否   | 任何人皆可 向鼎東客運山線購卡                                                                                   | NT$1000 （卡片費NT$100）                           | 優惠點數錢包1000點 現金錢包NT$0元 | ▲優惠點數錢包限用於鼎東客運山線，首購後之優惠最低購點金額為新台幣900元購1000點（9折購點） ▲現金錢包使用範圍同一般票種，2014年1月1日起改由現金錢包予以折扣 ▲全票扣點（款）                             |
| 國光客運認同卡               | 否   | 任何人皆可 向國光客運購卡                                                                                       | NT$600 （卡片費NT$100）                            | 現金錢包NT$500元                  | ▲國光自營路線（1816臺北－桃園或1818臺北－中壢）9折扣款 |

- 區域票種：地方政府福利卡

| 種類             | 記名 | 使用條件 | 首次購買價格   | 初始可用金額 | 備註 |
| ---------------- | ---- | --- | -------------- | --- | --- |
| 桃園市敬老愛心卡 | 是   | 1.設籍桃園市且滿六個月之年滿65歲長者。 2.設籍桃園市且滿六個月之身心障礙者。                                            | 無（免費申請） | 優惠點數： 800點 1000點（復興區居民） 現金錢包NT$0元                                                                            | ▲優惠點數錢包限用於桃園、中壢、新竹、亞通、三重、國光、臺北、台聯等客運公司 ▲現金錢包使用範圍同一般票種 ▲半票扣點（款） ▲可辦理掛失 ▲遺失辦理補發需支付卡片工本費                                                                                                 |
| 新竹縣敬老愛心卡 | 是   | 1.設籍新竹縣且滿六個月之年滿65歲長者。 2.設籍新竹縣且滿六個月之身心障礙者。                                            | 無（免費申請） | 優惠點數： 402點 804點（持身心障礙手冊者） 現金錢包NT$0元                                                                       | ▲優惠點數錢包限用於中壢、新竹等客運公司 ▲現金錢包使用範圍同一般票種 ▲半票扣點（款） ▲可辦理掛失 ▲遺失辦理補發需支付卡片工本費 |
| 苗栗縣敬老愛心卡 | 是   | 1.設籍苗栗縣且滿六個月之年滿65歲長者或年滿60歲原住民。 2.設籍苗栗縣且滿六個月之身心障礙者。                            | 無（免費申請） | 優惠點數1000點 現金錢包NT$0元                                                                                                   | ▲優惠點數錢包限用於新竹、苗栗、豐原、巨業等客運公司 ▲現金錢包使用範圍同一般票種 ▲半票扣點（款） ▲可辦理掛失 ▲遺失辦理補發需支付卡片工本費 |
| 臺中市敬老愛心卡 | 是   | 1.設籍臺中市且滿六個月之年滿65歲長者。 2.設籍臺中市且滿六個月之身心障礙者。 3.設籍臺中市且滿六個月年滿55歲之山地原住民 | 無（免費申請） | 優惠點數: 1000點（一搬老人及身障者） 1500點（山地原住民） 現金錢包NT$0元                                                        | ▲優惠點數錢包限用臺中、豐原、仁友、統聯、中台灣、全航、東南、豐榮、彰化、和欣、巨業、南投、員林、總達、苗栗及臺西等客運公司，及統聯、臺中與豐原客運之國道客運往返臺中的路線 ▲現金錢包使用範圍同一般票種 ▲半票扣點（款） ▲可辦理掛失 ▲遺失辦理補發需支付卡片工本費 |
| 彰化縣陽光ｅ遊卡 | 是   | 1.設籍彰化縣且滿六個月之年滿65歲長者。 2.設籍彰化縣且滿六個月之身心障礙者。                                            | 無（免費申請） | 優惠點數： 300點（一般戶老人及身障者） 500點（列冊低收入戶老人、身障者及設籍大城鄉、芳苑鄉之一般戶老人及身障者） 現金錢包NT$0元 | ▲優惠點數錢包限用於彰化、員林客運 ▲現金錢包使用範圍同一般票種 ▲半票扣點（款） ▲可辦理掛失 ▲遺失辦理補發需支付卡片工本費 |
| 南投縣敬老愛心卡 | 是   | 1.設籍南投縣且滿六個月之年滿65歲長者。 2.設籍南投縣且滿六個月之身心障礙者。                                            | 無（免費申請） | 優惠點數： 300點（非低收入戶） 500點（低收入戶） 現金錢包NT$0元                                                                 | ▲優惠點數錢包限用於彰化、員林、總達、南投、全航、豐原、臺西、臺中、仁友、豐榮、杉林溪遊樂事業等客運公司 ▲現金錢包使用範圍同一般票種 ▲半票扣點（款） ▲可辦理掛失 ▲遺失辦理補發需支付卡片工本費                                                                     |
| 臺東縣幸福FREE卡 | 是   | 1.設籍台東縣且滿六個月之年滿65歲長者。 2.設籍台東縣且滿六個月之身心障礙者。                                            | 無（免費申請） | 優惠點數： 1500點 現金錢包NT$0元                                                                                                | ▲優惠點數錢包限用於鼎東山線及鼎東海線 ▲現金錢包使用範圍同一般票種 ▲半票扣點（款） ▲可辦理掛失 ▲遺失辦理補發需支付卡片工本費 |

### 紀念卡
臺灣智慧卡公司不定時會發行一些特製紀念版本的臺灣通供民眾收藏。
| 種類                           | 記名 | 使用條件   | 首次購買價格 | 種類                                     | 備註                                                                                          |
| ------------------------------ | ---- | ---------- | ------------ | ---------------------------------------- | --------------------------------------------------------------------------------------------- |
| 臺灣通（桃竹苗）啟用典禮紀念卡 | 否   | 任何人皆可 | 無           | 普通卡                                   | ▲2007年3月27日發行 ▲初始無可用金額，需另行儲值                                                |
| 臺灣通（中彰投）發行紀念卡     | 否   | 任何人皆可 | 無           | 定期卡                                   | ▲2007年5月30日發行 ▲內含加值金額100元 ▲卡面標示普通卡                                         |
| 水蜜桃紀念卡                   | 否   | 任何人皆可 | NT$200       | 普通卡                                   | ▲2007年7月7日發行 ▲初始無可用金額，需另行儲值                                                 |
| 第十二屆正副總統就職紀念卡     | 否   | 任何人皆可 | NT$200       | 普通卡、兒童卡、 定期卡、愛心卡、 聯營卡 | ▲2008年5月20日發行 ▲初始無可用金額，需另行儲值                                                |
| 臺灣通臺鐵啟用紀念卡           | 否   | 任何人皆可 | NT$100       | 普通卡、兒童卡、 敬老卡                  | ▲2010年3月27日發行（普通卡） ▲2010年6月15日發行（兒童卡、敬老卡） ▲初始無可用金額，需另行儲值 |
| 99臺灣行 公共運輸環島情紀念卡  | 否   | 任何人皆可 | NT$100       | 普通卡                                   | ▲初始無可用金額，需另行儲值                                                                   |
| 癸已年媽祖遶境紀念卡           | 否   | 任何人皆可 | NT$80        | 普通卡                                   | ▲2013年4月5日發行 ▲初始無可用金額，需另行儲值                                                 |
| 大台南幹線通車紀念卡（共七款） | 否   | 任何人皆可 | NT$100       | 普通卡                                   | ▲2013年3月1日起每月發行一張（三月共二款） ▲初始無可用金額，需另行儲值                         |
| 臺灣通十週年紀念卡             | 否   | 任何人皆可 | NT$100       | 定期卡                                   | ▲2013年9月7日發行 ▲內含加值金額100元                                                          |
| 臺灣通臺鐵紀念卡               | 否   | 任何人皆可 | NT$100       | 普通卡                                   | ▲2013年10月15日發行 ▲初始無可用金額，需另行儲值                                               |

### 旅遊版臺灣通
| 種類         | 記名 | 使用條件   | 首次購買價格 | 種類                                             | 備註                       |
| ------------ | ---- | ---------- | ------------ | ------------------------------------------------ | -------------------------- |
| 彰化好行套票 | 否   | 任何人皆可 | NT$299       | 啟用當日台灣好行鹿港線無限次搭乘（含贈品及抽獎） | 用畢可至加值通路加值續用。 |

### 大日月潭悠遊智慧卡
整合遊樂區、大眾運具和商家優惠的電子票證，僅出示票卡享有優惠，無法使用卡片支付消費金額。
| 種類     | 記名 | 使用條件   | 首次購買價格         | 種類   | 購買地點 | 備註                           |
| -------- | ---- | ---------- | -------------------- | ------ | --- | ------------------------------ |
| 幸福對卡 | 否   | 任何人皆可 | NT$1439 （一套兩張） | 普通卡 | 高鐵臺中站南投客運櫃台 臺中干城車站南投客運櫃台 埔里轉運站南投客運櫃台 日月潭水路交通聯合服務站 雄獅旅行社臺北、臺中、高雄服務據點 |                                |
| 祈相守卡 | 否   | 任何人皆可 | NT$739               | 普通卡 | 高鐵臺中站南投客運櫃台 臺中干城車站南投客運櫃台 埔里轉運站南投客運櫃台 日月潭水路交通聯合服務站 雄獅旅行社臺北、臺中、高雄服務據點 |                                |
| 平安福卡 | 否   | 任何人皆可 | NT$199               | 普通卡 | 高鐵臺中站南投客運櫃台 臺中干城車站南投客運櫃台 埔里轉運站南投客運櫃台 日月潭水路交通聯合服務站 雄獅旅行社臺北、臺中、高雄服務據點 | 無法使用日月潭風景區相關設施。 |

### 國立公共資訊圖書館RFID智慧借閱證
國立公共資訊圖書館發行之RFID智慧借閱證，除可自由使用館內設備之外，尚結合臺灣通中彰投定期票九折點數優惠功能，是全國第一次發行多功能的RFID圖書館智慧借閱證。
| 種類                             | 記名 | 使用條件     | 首次購買價格 | 種類                                   | 備註                                                         |
| -------------------------------- | ---- | ------------ | ------------ | -------------------------------------- | ------------------------------------------------------------ |
| 國立公共資訊圖書館RFID智慧借閱證 | 否   | 借閱證申請人 | 卡片費NT$100 | 國立公共資訊圖書館借閱證暨臺灣通定期卡 | 借閱證功能與紙卡借閱證相同、電子票證功能與中彰投定期卡相同。 |

## 使用方法(目前均已經停止使用)

### 購卡
一般票種
- 臺鐵：福隆－基隆－苗栗、平溪線、六家線、內灣線各站及林內－屏東、沙崙線各站等站。
- 7-Eleven：桃園市、新竹縣、新竹市、苗栗縣（不含卓蘭鎮）、臺中市、彰化縣、南投縣之門市。臺鐵車站內等特殊地點門市除外之大部分門市（臺鐵車站內等特殊地點門市除外也非全部門市皆提供購卡）。
- 萊爾富便利商店：臺中市、彰化縣、南投縣之門市。但臺鐵車站內等特定地點門市除外中、彰、投所有門市皆停止販售。
- 臺灣通服務據點：臺北市府轉運站、臺北總公司(辦理退費處)、中壢服務處、臺中服務處、臺南服務處、花蓮服務處、臺東服務處、金門服務處皆停止販售。

區域票種
- 地方政府福利卡：戶籍所在地之鄉、鎮、市、區公所申請
- 客運優惠卡：指定客運業者場站、售票服務窗口

### 加值(已經停止)
現金（每次加值金額為NT$100元或其倍數，單次加值上限為NT$5,000元，可用金額以NT$9,999元為上限）
- 臺鐵：福隆－基隆－苗栗、平溪線、六家線、內灣線各站及林內－屏東、沙崙線各站等站之車站售票窗口或補票處。
- 7-Eleven：桃園市、新竹縣、新竹市、苗栗縣、臺中市、彰化縣、南投縣、金門縣之門市。火車站內等特殊地點門市部分已陸續停止加值。
- 全家便利商店：臺南市之門市
- 萊爾富便利商店：中彰投所有門市皆已經無法進行儲值。
  - 臺北市
    - 中正區：重慶店
    - 中山區：中賓店
- 臺灣通服務據點：臺北市府轉運站、臺北總公司(辦理退費處)、中壢服務處、臺中服務處、臺南服務處、花蓮服務處、臺東服務處、金門服務處。
- 各指定客運業者場站、售票服務窗口。

優惠點數
- 地方政府福利卡：每個月第一次乘車時，自動匯入卡片。
- 客運優惠卡：指定客運業者場站、售票服務窗口或特約便利商店。（每次加值金額依客運公司之規定）

### 票卡查詢機
- 臺北市府轉運站服務櫃檯
- 臺北總公司
- 中壢服務處
- 臺中服務處
- 國光客運
  - 臺北西A站

### 交易過程
- 臺北市聯營公車、新北市公車、基隆市公車、臺南市公車（府城客運所屬路線）、高雄市公車為段次計費依上車收費或下車收費指示感應卡片。
- 大小金門交通船、高雄市渡輪僅進站感應卡片。
- 其餘交通工具皆需上車、下車時或進站、出站時將卡片輕觸驗票機上的感應區，系統會紀錄上下車或進出站之地點，以里程計費扣款。

驗票機上的顯示幕會顯示票種、上下車站牌、搭乘票價及卡片內所剩餘額。當交易成功時，會發出嗶聲，除臺鐵、臺北市聯營公車、新北市公車、基隆市公車外皆會宣讀票種。通常交易失敗的原因為卡片感應失敗、餘額不足、前次下車未驗卡。

### 優惠方式
- 搭乘臺鐵，票價以區間車票價9折計費，惟搭乘自強號列車逾70公里之部分以自強號票價計算。
- 搭乘臺中市市區公車（1－300號）全票8公里內0元，票價上限為NT$60元。
- 搭乘大台南公車8公里內0元，並有2小時內轉乘優惠9元。
- 日月潭風景區商家及有富國際特約店優惠。
- 福和客運優惠。
- 墾丁街車、低碳旅遊接駁、墾丁快線85折優惠。
- 1772高雄－枋寮、9117高雄－墾丁8折優惠。
- 嘉義縣公共汽車管理處於嘉義市境內搭乘12元計費。

### 使用期限(到2016年3月1日)
- 現金加值無使用期限，永久有效。
- 點數加值之使用期限則依業者之規定時間內有效，逾期將無法使用。中彰投之定期卡於點數可洽臺灣通智慧卡公司辦理展期。

## 使用範圍(目前均已經停止使用)
- 2015年1月1日，普卡停止加值（使用效期內之通用、定期、認同、學生、敬老愛心卡不受影響）。
- 2016年1月1日，停止扣款服務（使用效期內之合作發行票卡，如：通用、定期、認同、學生、敬老愛心卡，於限定地區不受影響）。
- 2016年2月1日，與台中市、新竹縣市、苗栗縣政府合作發行之「敬老愛心卡」，停止合作關係，停止使用。
- 2016年3月1日，與桃園市政府合作發行之「敬老愛心卡」，停止合作關係，停止使用。

### 市區公車及公路客運
北北基
- 臺北客運：所有路線。
- 三重客運：所有路線。
- 福和客運：所有路線
- 臺北市聯營公車：所有路線。
- 新北市公車：所有路線。
- 基隆市公車：所有路線。
- 指南客運：所有路線。
- 中興巴士：2021（板橋－瑞芳）除外。
- 國光客運：1800（基隆－中崙）、1801（基隆－國立護院）、1802（基隆－三重）、1803（基隆－中壢）、1811（羅東－臺北）、1812（南方澳－臺北）、1813（基隆－臺北）、1814（基隆－安樂社區－臺北）、1815（金山青年活動中心－臺北、法鼓山－臺北）、1816（臺北－桃園）、1818（臺北－中壢）、1820（臺北－竹東）、1821（臺北－員樹林－竹東）、1822（臺北－新竹、臺北－元培）、1823（臺北－竹南）、1840（松山機場－桃園機場國光號）、1841（松山機場－桃園機場中興號）、1842（松山機場－大園）、1850（板橋－頭份）、1877（圓山－烏石港）、1878（圓山－宜蘭）、1879（圓山－南方澳）、9001（臺北市政府－中壢）。
- 大有巴士：1961
- 基隆客運：已經更換多卡通機路線皆可使用。
- 汎航通運：所有路線。
- 統聯客運：1659（八德－土城）。
- 葛瑪蘭客運：1356（圓山－南崁）。
- 新北客運：所有路線

桃竹苗
- 桃園市公車所有路線
- 新竹市公車所有路線
- 桃園客運：所有路線。
- 中壢客運：所有路線。
- 新竹客運：除9010（新竹－臺中）外所有路線。
- 亞通客運：所有路線。
- 統聯客運：168、（會稽國中－內壢）、705（桃園機場－高鐵桃園站）、706（桃園－桃園機場）、1659（八德－土城）。
- 國光客運：1782（東門市場－高鐵新竹站）、1816（桃園－臺北）、1818（中壢－臺北）、1820（竹東－臺北）、1821（竹東－員樹林－臺北）、1822（新竹－臺北、元培－臺北）、1823（竹南－臺北）、1840（桃園山機場－松山機場國光號）、1841（桃園機場－松山機場中興號）、1842（大園－松山機場）、1850（頭份－板橋）、9001（中壢－臺北市政府）。
- 台聯客運：9001（中壢－臺北市政府）。
- 苗栗客運：所有路線。
- 科技之星：所有路線。
- 金牌客運：所有路線。
- 汎航通運：所有路線。
- 葛瑪蘭客運：1356（圓山－南崁）。
- 新通客運：所有路路。

中彰投
- 臺中市公車所有路線。
- 彰化市公車所有路線。
- 臺中客運：9010（臺中－新竹）、9012（臺中－松山）、9016（臺中－臺西）外所有路線。
- 豐原客運：除6606（豐原－臺北）外所有路線。
- 仁友客運：所有路線。
- 統聯客運：所有臺中市市區公車。
- 中台灣客運：所有路線。
- 全航客運：所有路線。
- 東南客運：所有臺中市市區公車路線。
- 豐榮客運：所有路線。
- 彰化客運：所有路線。
- 和欣客運：所有臺中市市區公車路線。
- 南投客運：所有路線。
- 員林客運：所有路線。
- 總達客運：所有路線。
- 巨業交通：所有路線。
- 杉林溪遊樂事業：6871（杉林溪－臺中）。

雲嘉南
- 嘉義市公車所有路線。
- 大台南公車所有路線。
- 臺西客運：所有路線。
- 日統客運：所有雲林縣公路客運路線。
- 嘉義客運：所有路線。
- 府城客運：所有路線。
- 新營客運：所有路線。
- 興南客運：所有路線。
- 高雄客運：所有路線。
- 嘉義縣公共汽車管理處：所有路線。

高屏
- 高雄市公車所有路線。
- 屏東市公車所有路線。
- 高雄客運：所有路線。
- 港都客運：所有路線。
- 東南客運：所有路線。
- 南台灣客運：所有路線。
- 統聯客運：所有高雄市市區公車路線。
- 漢程客運：所有路線。
- 國光客運：1772（高雄－枋寮）、1773（鳳山國中－恆春、屏東－恆春）、1778（高雄－臺東）、1780（屏東－佳冬－枋寮）、1781（枋寮－恆春）、9117（高雄－墾丁）、9127（高雄－大鵬灣）、9188（高鐵左營站－鵝鑾鼻）、9189（高鐵左營站－小灣）。
- 屏東客運：所有路線。
- 中南客運：所有路線。

宜花東、離島
- 臺東縣市區公車：所有路線。
- 普悠瑪客運：所有路線。
- 首都客運：臺灣好行冬山河線。
- 花蓮客運：所有路線。
- 鼎東客運：山線、海線所有路線。
- 國光客運：所有路線。
- 金門縣公共車船管理處：所有路線。

### 輪船
- 台北航運：淡水漁人碼頭－淡水客船碼頭、淡水客船碼頭－八里客船碼頭、淡水漁人碼頭－八里客船碼頭。

- 高雄市輪船公司：鼓山輪渡站－旗津輪渡站、前鎮輪渡站－中洲輪渡站、真愛碼頭－旗津輪渡站、真愛碼頭－七賢橋。

- 浯江輪渡公司：大小金門交通船。

### 數位證件、門禁
- 國立公共資訊圖書館
- 國立臺灣圖書館
- 臺北市立圖書館
- 新北市立圖書館
- 臺中市立圖書館
- 高雄市立圖書館
- 高雄捷運智慧圖書館
- Mifare門禁系統

### 停車場
- 桃園國際機場第二航廈
- 桃園市八德區大忠國小地下停車場
- 新北市中和地政事務所及稅捐稽徵處中和分處聯合辦公大樓地下停車場
- 新北市中和區民樂立體停車場
- 新北市烏來區烏來立體停車場
- 新北市三重區正義國小停車場
- 臺中市中區大誠立體停車場

### 計程車
- 合作衛星車隊
- 新利達衛星車隊

### 公共自行車
- 臺中市公共自行車
- 彰化縣公共自行車

## 退款申請
卡片金額全額存入信託專戶以保障持卡人權益，如票卡餘額未使用完畢，可申請退費申請服務。台灣通卡採用商品形式出售，為賣斷式票卡，僅退費內存餘額，不退卡片工本費。
當卡片發生毀損時，可由臺灣智慧卡股份有限公司判讀卡片，後依實際情形予以退費。當卡片完全毀損至無法判讀時，無法退回卡片餘額。
依據《臺灣通持卡人約定條款暨告知事項》第十一條退款辦法：
- 記名式臺灣通持卡人出示卡片實體，提供身分證明文件核對身分，始能辦理退款；如記名式卡片已遺失者，應同時辦理掛失手續，始能辦理退款。
- 無記名式臺灣通出示卡片實體，經申請終止契約鎖卡程序後，始能辦理退款。

### 退費方式
持卡人得以下列方式退款：
- 至臺灣智慧卡公司http://www.twsc.tw/各服務處申請，辦理現場退費。
- 郵寄至臺灣智慧卡公司總部[12]辦理退費申請，辦理轉帳退費。
  - 郵寄辦理退款，應填妥退款申請單（記名式臺灣通應另附持卡人身分證明文件；無記名式臺灣通應檢附卡片實體）後郵寄，並於七個工作日內將餘額匯入持卡人指定帳戶。持卡人應支付轉帳手續費，臺灣智慧卡公司得於退款中預先扣除。

使用未達五次或不足三個月者，申請終止契約並申請退費時，應支付終止契約作業手續費新臺幣20元。

### 退費地點
- 臺北總公司  （页面存档备份，存于）
- 國光客運  （页面存档备份，存于）
- 桃園客運  （页面存档备份，存于）
- 新竹客運  （页面存档备份，存于）
- 彰化客運  （页面存档备份，存于）
- 台中客運  （页面存档备份，存于）

## 注意事項
- 票卡應避免暴露於高溫及彎折、磨損或裁切破壞。
- 請勿將多張臺灣通同時觸碰感應區，避免重複扣款。
- 使用時，請勿將臺灣通放置於金屬製品附近。
- 若輕觸感應區的時間太短或距離太遠，請稍待片刻，重新感應即可。
- 若將臺灣通放置於皮包內感應，請注意厚度不可超過5公分，並仍請輕觸感應區。
- 其他持卡人之權利義務，請上臺灣智慧卡公司網站參照公告之「臺灣通約定條款」。